# KD-88
KD-88 (Kongdi-88) là một loại tên lửa chống hạm được thiết kế bởi Tập đoàn Khoa học và Công nghệ Hàng không Trung Quốc (CASC). Phiên bản xuất khẩu của nó được gọi là TL-7. Tên lửa có thể được phóng từ máy bay chiến đấu (Xian JH-7, Xian H-6), từ các đơn vị mặt đất và từ tàu chiến. Tên lửa sử dụng một động cơ phản lực cho tốc độ hành trình vào khoảng 0.8-0.85 Mach và tầm bắn vào khoảng 180 km. Tên lửa được trang bị đầu nổ có khối lượng 320 kg. Ban đầu được thiết kế theo mẫu tên lửa chống hạm C-802/YJ-82, nhưng sau này đã trở thành một loại tên lửa cạnh tranh trực tiếp với mẫu C-802/YJ-82.